# 福島町 (長崎県)
福島町（ふくしまちょう）は、長崎県の北部、福島を主な行政区域としていた町である。北松浦郡に属した。
2006年1月1日、松浦市および北松浦郡鷹島町と新設合併して新市制による松浦市となった。

## 地理
長崎県の北部に位置する。福島は伊万里湾の中央部に位置しており、東西約7km、南北約8kmの長さを持つ。長崎県に属してはいるが、島の東側の対岸は佐賀県伊万里市である。伊万里市との間には1967年10月に完成した長さ225mの福島大橋が架けられており、陸路を通る際には佐賀県から島へ入る形となる。
このほか、対岸の佐賀県との間の海上には「いろは島」と呼ばれる48ヶ所の島（無人島）が浮かんでおり、これらも福島町の行政区域に含まれている。

## 歴史
- 1889年（明治22年）4月1日 - 町村制施行により、北松浦郡福島村が単独村制にて発足。
- 1951年（昭和26年）1月21日 - 福島村が町制施行。福島町となる。
- 2006年（平成18年）1月1日 - 松浦市および北松浦郡鷹島町と新設合併し、新市制による松浦市となり、自治体として消滅。

## 産業
福島町のかつての最大の産業は石炭鉱業であった。町内の炭鉱は1920年（大正9年）に村井鉱業㈱が開坑して開始した。野上鉱業㈱が1927年（昭和2年）に買収する。大手の沖ノ山炭鉱㈱(現在は宇部興産㈱を経てUBE)が買収した。1944年（昭和19年）に筑豊御三家の1人と云われた中島徳松が経営する中島鉱業㈱が買収した。
この間に町内最大の企業であった中興鉱業㈱の創業者とされる木曾重義が1937年（昭和12年）木曾鉱業㈱を創業している。
その後、ストライキ等で経営不振に陥って居た中島鉱業㈱を、救済するという意味で、吸収合併を行って、社名を中興鉱業㈱に改名した。企業名は中島鉱業㈱が復興する意味で名付けたと云われる。
経営改善した中興鉱業㈱は、福島内に3鉱業所（鯛ノ鼻鉱業所、徳義鉱業所、福島鉱業所）を設置していた。
この内福島鉱業所には、最新型の立坑櫓を擁する立坑を1961年（昭和36年）に掘削建設する。この直後同規模の立て坑と立て坑櫓を北海道苫前郡羽幌町三毛別に羽幌炭礦鉄道㈱が建設した「北の羽幌、西の中興」と云われ就職人気企業であった。双方ビルド鉱とされたが、木曾重義は安価な輸入炭が多量に輸入されるのを見て、見切りをつけて1972年に閉山。途中でアメリカダッジファイバーから技術を得る。日本ダッジファイバー社を設立。羽幌炭礦鉄道㈱は鉱員が周囲の炭鉱が閉山するのを見て、大量に辞職して行き人員不足と、断層に辺り、他社の倒産で、売掛金の集金が不能となって、事実上倒産し同時期に閉山して居る。
福島鉱業所は日本石油㈱、出光興産㈱に売却し、石油コンビナートが建設された。
中興鉱業㈱の鉱山が全て閉山した1976年（昭和51年）日本ダッジファイバー㈱を、中興化成工業㈱と社名変更して、現在操業中である。
福島内の現在では、クルマエビおよび真珠の養殖業が主産業。また福島鉱業所跡地の石油コンビナートには、九州液化瓦斯福島基地㈱の液化石油ガスの備蓄基地が建設された。

## 友好都市
- 福島町（北海道松前郡）
- 木曽福島町（長野県木曽郡）

## 地域

### 地名
大字は無し。合併し松浦市となって以降は、免の名称に「福島町」を冠し「福島町○○免」と表記している。
- 浅谷免（あさがいめん）
- 喜内瀬免（きないせめん）
- 里免（さとめん）
- 塩浜免（しおはまめん）
- 土谷免（どやめん）
- 鍋串免（なべぐしめん）
- 端免（はしめん）
- 原免（はるめん）

### 教育

#### 中学校
- 松浦市立福島中学校

#### 小学校
- 松浦市立福島養源小学校
- 松浦市立養源小学校

## 交通
最寄り空港は佐賀空港・福岡空港。

### 本土への連絡
長崎県にある島でありながら、長崎県内の本土地域へ直行する交通手段は皆無で、佐賀県伊万里市との間にのみ交通が整備されている。（かつては西肥バスが佐世保駅前・大野 - 伊万里駅前 - 福島支所（福島港）間の直通路線バスと、福島循環線があったが、1996年以降に順次廃止された）

#### 定期乗合バス(路線バス)
西肥バスが伊万里-波多津-福島線、伊万里駅前から橋梁（福島大橋）を渡り、福島支所（福島港）までを結ぶ路線バスを運行している（伊万里湾東岸部を運行する）。

#### 船舶
金子廻漕店により、伊万里市の西北端、伊万里湾西岸部の松浦市に近い位置にある浦ノ崎港と福島を結ぶ定期船が運航されている。浦ノ崎港の位置は松浦鉄道福島口駅に近い。
この定期船はフェリーではなく、自動車で福島から長崎県内本土地域に行く場合は伊万里湾東岸の福島大橋を渡り、伊万里湾沿いを大回りしなければならない。

### 島内の交通
長崎県道・佐賀県道103号喜内瀬鍋串辻線が一周道路の役割を担うが、狭小な1車線区間もある。島内には一般国道および主要地方道はない。

## 名所・旧跡・観光スポット・祭事・催事

### 名所・旧跡・観光スポット
- 夕日の見える棚田
- 椿の群生林
- 蛙鼻公園フルーツフラワーパーク
- いろは島（町民個人所有地）
- 松浦市立福島歴史民俗資料館（松浦市立福島図書館2階併設）

### 祭事・催事
- 土谷棚田火祭り（9月）
- 福島夏まつり（8月14日・15日）
- ふるさと祭り（11月）
- 椿祭り（2月）

## 福島町出身の著名人
- 松尾剛（アナウンサー）